# The Mercury News
Il The Mercury News, in precedenza San Jose Mercury News è un quotidiano statunitense, pubblicato a San Jose (California). Fondato nel 1851, è di proprietà della MediaNews Group.